# 梅满德文化景观
梅滿德文化景觀（英語：Cultural Landscape of Maymand）為一處位於伊朗中部的世界遺產。梅滿德是伊朗高原中部一個孤立的半沙漠地區，居民是從事農牧業的半遊牧民族。梅滿德的歷史可以追溯至1萬2千年前，當時的居民居住在人工挖掘洞穴中，有些洞穴甚至有人居住的歷史達3000年之久，現存這樣的洞穴約有350座。
2015年聯合國教科文組織第39次世界遺產委員會會議通過決議，將此地區以「梅滿德文化景觀」的名稱列入《世界遺產》名錄。

## 概要
梅滿德（英語：Maymand，波斯語：‎）是伊朗克爾曼省沙赫里·巴巴克縣的一個村莊。
梅滿德是一個非常古老的村莊，歷史可以追溯至1萬2千年前，當時的居民居住在人工挖掘洞穴中，有些洞穴甚至有人居住的歷史達3000年之久，現存這樣的洞穴約有350座。在村莊周圍發現了將近有1萬年曆史的石刻畫，以及將近6千年曆史的陶器，可證明該遺址的悠久歷史。
這個地區的生活條件十分惡劣，夏季氣溫高，冬季寒冷，居民是從事農牧業的半遊牧民族，春、夏、秋季住在山區臨時定居點，冬季則住在山谷底部岩壁上鑿出的洞穴裡。當地語言包含許多古老的薩珊王朝時代的語言與中古波斯語。
關於這些洞穴的起源，目前有兩種理論：
- 其一：這個村莊約為西元前七至八世紀由雅利安部落所建，一直到中世紀。懸崖上的結構可能是出於宗教目的而建造的。密特拉教的信徒認為太陽是至高無上的，這引導他們將山脈視為是神聖的。因此，梅滿德建築工匠在這些結構中樹立了上述的信念。

- 其二：該村莊的歷史可以追溯到公元二世紀或三世紀，在安息帝國時代，克爾曼南部不同部落朝著不同的方向遷移，這些部落在適合居住的地方，建造居所並定居於此。現在在村莊附近有一處梅滿德要塞，在該處發現一些薩珊王朝時期的藏骨盒（英语：Ossuary），這個證據加強了此理論的可信度。

2015年7月4日，聯合國教科文組織將此地區以「梅滿德文化景觀」作為文化遺產列入《世界遺產》名錄。

## 圖集
- 梅滿德岩壁上的洞穴
- 另一張梅滿德岩壁上的洞穴
- 梅滿德文化景觀世界遺產的標誌
- 羊群在梅滿德地區
- 梅滿德地區村莊
- 梅滿德一處洞穴
- 梅滿德一處洞穴近照

## 登録過程
- 2013年由伊朗文化遺產、手工藝品和旅遊組織部（英语：Cultural Heritage, Handicrafts and Tourism Organization of Iran）向聯合國教科文組織提出推薦[1]。
- 2015年聯合國教科文組織第39次世界遺產委員會會議通過「梅滿德文化景觀」列入《世界遺產名錄》[5]。

## 登錄基準
该世界遗产被认为满足世界遺產登錄基準中的以下基準而予以登錄：
- （v）代表某一个或数个文化的人类传统聚落或土地使用，提供出色的典范－特别是因为难以抗拒的历史潮流而处于消灭危机的场合。